# Maresciallo di Francia

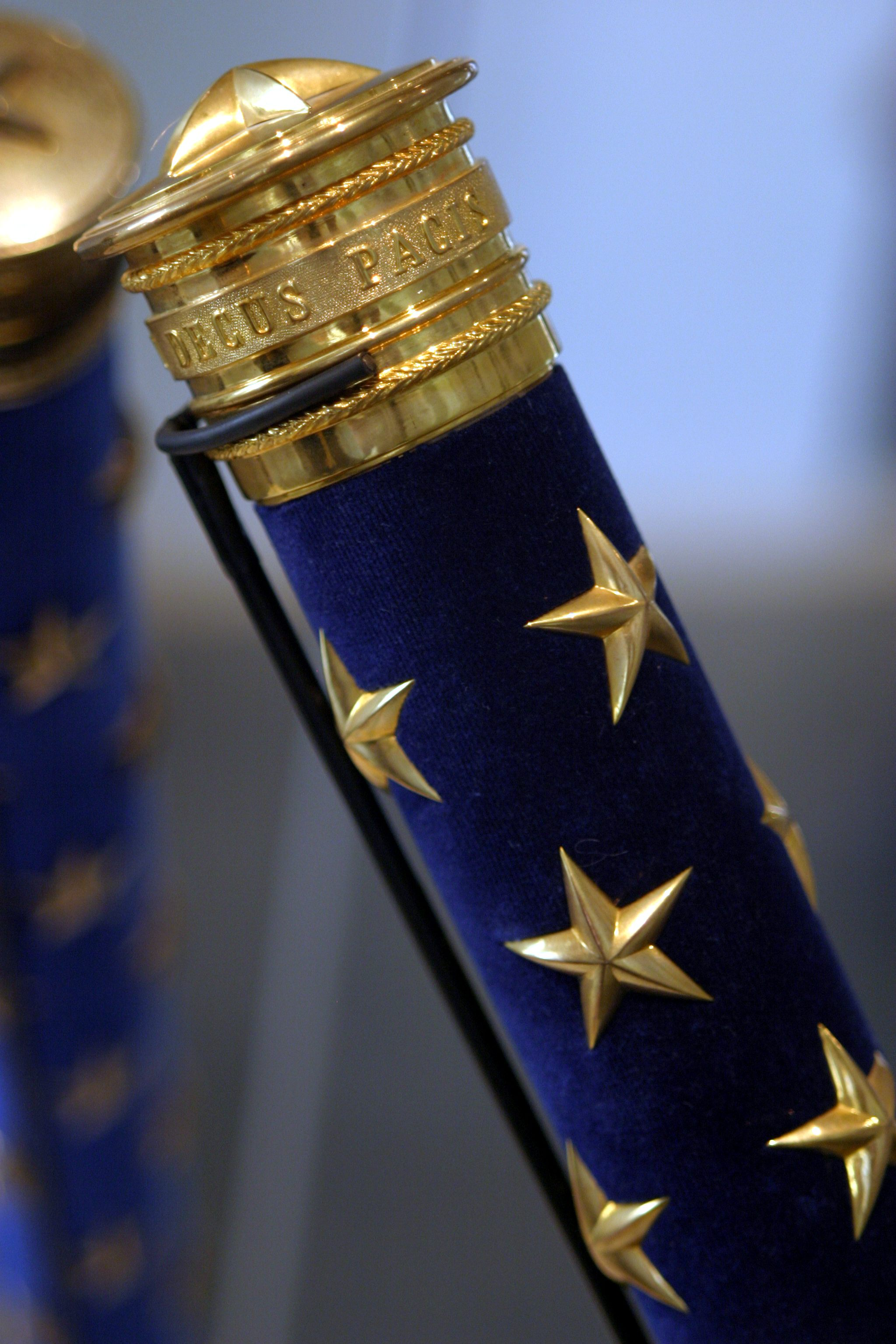
Il bastone da maresciallo di Francia, particolare

Maréchal de France, italianizzato in maresciallo di Francia è, dal momento della soppressione della dignità di connestabile di Francia nel 1627, la più alta distinzione militare francese. L'ultimo a detenerla è stato Alphonse Juin, deceduto nel giugno del 1967. 
Maresciallo di Francia è un termine coniato a partire da "maresciallo", per il quale una spiegazione etimologica rimanda al termine celtico march (cavallo) e all'alemanno scalch (maestro), da cui il latino medievale marescallus come "maestro dei cavalli".
Inizialmente, in epoca carolingia, era così designato un ufficiale sovrintendente alle scuderie reali; nel medesimo periodo esisteva con analoghi compiti la funzione di connestabile (dal latino comes stabuli, "compagno della scuderia"): durante il Basso impero romano e in alcuni regni romano-barbarici la parola comes (da cui in seguito "conte") designava i funzionari di corte, tra cui sicuramente amici e parenti del sovrano. Per un certo periodo quindi le due figure coesistettero e si sovrapposero, ma quella di connestabile, in quanto retaggio della cultura imperiale romana, fu sempre considerata superiore all'altra, patrimonio degli invasori germanici.
Fu con la monarchia capetingia (la prima per cui esistono in merito fonti certe), che all'accrescersi delle necessità dello Stato tenne dietro, per questa come per altre cariche, un accrescersi di importanza e di rango: la guerra, mobilitando via via maggiori risorse, richiedeva sempre più uomini e cavalli, cosicché il siniscalco ebbe il comando dell'esercito, e il maresciallo, sempre in subordine, ebbe il comando della cavalleria e una serie di altre funzioni di tipo ispettivo e organizzativo.
Guglielmo il Bretone, parlando della conquista dell'Angiò e del Poitou da parte di Filippo Augusto, racconta che il ruolo del maresciallo consisteva nel comandare l'avanguardia e dare il segnale d'attacco, laddove il connestabile, a lui superiore, comandava il grosso dell'esercito; il ridursi del potere del connestabile avrebbe nel corso del tempo magnificato il ruolo del maresciallo.
Occasionalmente il re conferiva la carica di maresciallo generale degli accampamenti e delle armate del re (Maréchal général des camps et armées du roi), il cui titolare aveva autorità su tutti gli altri marescialli, ed era il più alto riconoscimento dell'esercito, ma quasi mai conferito a militari in servizio attivo, trattandosi piuttosto, specie nei secoli XVIII e XIX, di una ricompensa a fine carriera per i marescialli particolarmente meritevoli. Solamente sei furono i titolari del grado di maresciallo generale.

## Prerogative ed evoluzione della carica
La carica per lungo tempo non fu implicitamente vitalizia, vi furono anzi diversi titolari che l'abbandonarono per assumere altri incarichi: ad esempio Bernard de Moreuil si dimise nel 1328 per attendere all'educazione del delfino di Francia Giovanni (poi Giovanni II), Arnoul d'Audrehem fece lo stesso nel 1368 per diventare portaorifiamma, Louis de Sancerre lasciò la carica di maresciallo nel 1397 per assumere quella di connestabile di Francia.
Sebbene più di una volta la carica di maresciallo sia stata conferita a membri diversi di una stessa famiglia, essa non fu mai ereditaria: per esempio, all'atto dell'investitura di Jean III Clement, Luigi VIII gli fece giurare, per sé e la propria discendenza, di non pretendere né l'ereditarietà della carica, né la proprietà dei cavalli a sua disposizione.
Inizialmente poteva esistere in carica un solo maresciallo, fu Luigi IX a nominarne un secondo, per le accresciute esigenze belliche, e due rimasero fino a Carlo VII; nel corso del tempo il loro numero fu poi variamente regolamentato.
Nel XIV secolo i marescialli entrarono nel novero dei grandi ufficiali della Corona, e le loro funzioni si accrebbero, anche grazie a un sistema di funzionari stabilitosi intorno a loro.
Enrico II nel 1547 emanò un'ordinanza che divideva il reame in tre dipartimenti, ognuno dei quali sotto la giurisdizione di un maresciallo incaricato di provvedere alla disciplina delle truppe, alla sorveglianza delle piazzeforti e alla giustizia militare; sotto il suo regno il numero dei marescialli salì a sette, da cinque che erano con Francesco I: quest'ultimo introdusse anche la nomina vitalizia, onorando i marescialli col titolo di cugino del Re.
Sotto Filippo di Valois i marescialli godevano di una ricompensa di 500 lire tornesi per ogni anno in carica, inoltre ricevevano un cavallo delle scuderie reali quando intraprendevano una campagna bellica. 
All'epoca di Carlo IX risale con qualche probabilità l'istituzione del simbolo della dignità, ossia il bastone di maresciallo, in uso poi per secoli.
Enrico IV nel 1598 decise una prebenda di 12 000 lire annuali, più 1 000 per ogni 45 giorni trascorsi al comando dell'esercito.
Il XVII secolo, prima con Luigi XIII che nel 1627 soppresse la carica di connestabile, poi con Luigi XIV, vide una notevole crescita nella valorizzazione della carica di maresciallo, sia per dignità che per ricchezza; anche l'esigenza bellica, per le varie guerre condotte dalla Corona di Francia, impose il proprio contributo: il numero dei marescialli si moltiplicò in quel secolo, e da cinque che erano nel 1615 passò a diciassette nel 1655; se poi scese a sei nel 1692, crebbe sino ai venti del 1704 (46 diversi marescialli furono nominati nei 45 anni precedenti la morte di Luigi XIV).
Contemporaneamente si perse il rapporto diretto fra la figura del maresciallo e la direzione delle operazioni militari: il sovrano decideva talvolta la nomina indipendentemente dai meriti squisitamente bellici, e da grado militare il maresciallato divenne una distinzione.
Con una ordinanza del 12 maggio 1696, Luigi XIV si occupò minuziosamente degli onori dovuti alla carica: quando un maresciallo entrava in una città doveva essere salutato da più colpi di cannone; doveva ricevere una guardia personale di 50 uomini, compreso un sergente e un tamburino, comandata da un capitano, un tenente, un sottotenente o un alfiere con bandiera; la guardia doveva essere scelta fra i più antichi reggimenti della guarnigione e schierata davanti all'alloggio del maresciallo al momento del suo arrivo. La dignità di maresciallo, ottenuta sino ad allora soltanto con il servizio per terra, con Luigi XIV fu accordata anche per il servizio in mare, e la ricompensa fu portata a 40 000 lire annue.
Dal 2 febbraio 1705 i marescialli divennero ipso facto cavalieri dell'Ordine del re, e la nomina fu vitalizia. Crebbe l'importanza dei marescialli nella vita di corte: accompagnavano il sovrano in parlamento per rendere giustizia, alle consacrazioni reali rappresentavano le alte cariche che non erano presenti, sia per soppressione formale che per assenza dei titolari. Alle udienze degli ambasciatori era sempre presente un maresciallo, il che ne sottolineava il crescente ruolo in politica estera.
Luigi XV, con un'ordinanza del 17 marzo 1708 fissò il trattamento economico dei marescialli a 30 000 lire annue, 36 000 per chi in aggiunta governava una provincia; i marescialli ricevettero inoltre il titolo di monseigneur, ed erano giudicati da un tribunale apposito (Tribunal du point d'honneur, Connétablie o Table de marbre) che si riuniva al palazzo reale.
Oltre alle funzioni politico-militari, i marescialli avevano anche la responsabilità del mantenimento dell'ordine durante le campagne, tramite i prevosti dei marescialli, da cui deriva il soprannome maréchaussée, occasionalmente attribuito in Francia alla polizia.
Nel 1714 per la prima volta l'Académie française ebbe fra i suoi membri un maresciallo di Francia: Claude Louis Hector de Villars. Ciò contrassegnò l'apertura dall'Accademia non solo ai grandi nomi delle belle lettere, ma anche a personaggi appartenenti all'élite dell'esercito, della Chiesa, della politica; i marescialli del XVIII secolo appartenevano infatti tutti alla più alta nobiltà, a eccezione di Nicolas Luckner.
Nel 1758, col maresciallo de Belle-Isle al ministero della guerra, venne regolamentato con precisione il simbolo del maresciallato, il celebre bastone, riguardo a forma, dimensioni e ornamenti: il bastone è da allora un cilindro di legno pieno, di 52 centimetri di lunghezza e 3,5 di diametro, ricoperto di velluto color blu di Francia e decorato con 36 fiordalisi d'oro (furono aquile con l'Impero, stelle con la Repubblica); a ogni estremità reca un pomolo in oro, sul cui piatto è raffigurato un fiordaliso, mentre attorno al pomolo superiore è incisa la scritta "Terror belli, decus pacis" ovvero "Terrore in guerra, ornamento in pace", che esprime la duplice natura del maresciallato.
Un'ordinanza del 17 marzo 1788 fissò il numero massimo dei marescialli a 12 in tempo di pace. 
L'Ancien Régime era ormai al tramonto: il maresciallato fu abolito in quanto dignità dalla Convenzione nazionale nel settembre 1790, equiparato al massimo grado dell'esercito, e ai suoi titolari vennero riservate solo funzioni militari.
Nel 1792, dopo la proclamazione della Prima Repubblica francese, il maresciallato fu abolito del tutto. Poco dopo iniziò il Regime del Terrore: il 4 gennaio 1794 Luckner salì al patibolo, de Mailly subì la medesima sorte il 25 marzo; tre mesi dopo venne il turno di Philippe de Noailles.
Alla nascita del Primo Impero (18 maggio 1804) lo stesso senatoconsulto che affidò a Napoleone Bonaparte il governo della Repubblica in veste di imperatore, ripristinò il titolo di maresciallo con una leggera variante: maresciallo dell'Impero, e fissò a sedici il numero massimo (più i marescialli onorari, maréchaux sénateurs). Durante l'Impero, con i numerosi conflitti combattuti, le promozioni si succedettero a ritmo serrato, per un totale di 25 nomine; le funzioni e prerogative dei marescialli tornarono ad avvicinarsi a quelle ante rivoluzione: il comando militare era solo una di queste, come testimoniano Berthier ministro della guerra, Bessières ambasciatore, Sérurier governatore dell'Hôtel des Invalides, Murat re di Napoli.

Moderna spallina indicante la distinzione di Maresciallo di Francia

Con la Restaurazione i marescialli dell'Impero tornarono a essere marescialli di Francia, reintegrati a tutti gli effetti nella struttura portante della monarchia francese (14 marescialli entrarono, ad esempio, nella Camera dei pari). Durante i Cento giorni fra i marescialli vi fu chi rimase fedele alla monarchia (come Perrin e Marmont), chi assunse un atteggiamento defilato (come Kellermann), chi cambiò campo più volte (come Sérurier) e chi tornò a fianco di Napoleone (fu il caso di Ney). Il 15 luglio 1816 i marescialli rimasti fedeli alla monarchia e quelli di nuova nomina prestarono giuramento secondo l'antica formula feudale di fronte a Luigi XVIII, che poté così legare nuovamente il maresciallato alla Corona. Anche scenograficamente la figura del maresciallo tornò all'antico: alla cerimonia di consacrazione di Carlo X (l'ultima di un re francese) Moncey occupava il posto del connestabile, Jourdan portava la corona di Carlo Magno e Soult reggeva lo scettro.
La Monarchia di luglio (legge del 4 agosto 1839) portò definitivamente a sei il numero dei marescialli in tempo di pace e a dodici in tempo di guerra.
La Seconda Repubblica e il Secondo Impero non modificarono nulla. I marescialli di Francia divennero membri di diritto del Senato.
Con l'avvento della Terza Repubblica, la funzione fu percepita come troppo legata all'Impero e non fu più nominato alcun maresciallo: la legge del 13 marzo 1875 mise i quattro marescialli allora in carica alla testa dello Stato maggiore, rimandando a ulteriori disposizioni la regolamentazione delle successive nomine; l'ultimo maresciallo, Canrobert, morì nel 1895. Fu con la prima guerra mondiale che la carica venne ripristinata, quando il 26 dicembre 1916 un decreto del Presidente della Repubblica nominò il maresciallo Joffre, già comandante in capo dell'esercito francese.
Attualmente in Francia il maresciallato è una distinzione o una dignità, non un grado militare. È simbolizzato da sette stelle contro le cinque del grado più elevato, il général d'armée.

## Cronologia
Ricostruire una cronologia esatta dei diversi marescialli di Francia succedutisi nei primi secoli è piuttosto complesso, in quanto le diverse fonti sono in disaccordo su quando collocare l'istituzione di tale carica, e circa i nomi dei primi investiti, stante anche la scarsità di documenti antecedenti al XIV secolo.
Père Anselme, e con lui la tradizione maggiormente diffusa, indica come primo maresciallo Albéric Clément, investito del titolo da Filippo Augusto verso il 1190.
Pinard, nella sua Chronologie historique-militaire, cita l'esistenza nel 1179 di un maresciallo (e non un siniscalco o un connestabile) al servizio del conte Enrico I di Champagne, e trova improbabile che tale carica non fosse in uso anche presso la corte di Francia: riporta infatti un certo Pierre, maresciallo dal 1185 al 1190 e citato in diverse ordinanze di Filippo Augusto; con lo stesso nome inizia la Chronologie des maréchaux de France lieutenants-généraux et marechaux de camp edita nel 1886 dal ministero della Guerra francese.
Il tenente colonnello Beaufort nel suo trattato del 1784 Recueil concernant le tribunal de nosseigneurs les maréchaux de France, les prérogatives et les fonctions des officiers chargés d'exécuter ses ordres, sottoposto all'approvazione dal Tribunale dei marescialli di Francia, si riferisce col termine "maresciallo" ad alcuni grandi comandanti dell'Alto Medioevo che - pur senza ricevere tale denominazione ufficiale - combatterono al servizio dei sovrani di Francia incarnando un'autorità in seguito divenuta propria dei marescialli: l'elenco stilato da Beaufort per i "marescialli" più antichi inizia da un certo Wambert, al servizio di Clotario I nel 543, per giungere sino ai tempi di Filippo I, quando un certo Guy e un certo Ancelin o Anselme sottoscrissero in qualità di marescialli un documento per la chiesa di Saint-Martin-des-Champs di Parigi (1067); non è citato il Pierre riportato da altre fonti, e la nomina di Albéric Clément è collocata al 1185.

### Capetingi
Nominati da Filippo II Augusto, dal 1180 al 1223 
- Albéric Clément († 1191), primo maresciallo di Francia, nominato nel 1190
- Guillaume de Bournel, († 1195), nel 1192
- Nivelon d'Arras († 1204), nel 1202
- Henry I Clément, detto il "piccolo maresciallo", (1170 - 1214), nel 1204
- Jean III Clément († 1262), nel 1214
- Guillaume de la Tournelle, nel 1220

 Nominati da Luigi IX, dal 1226 al 1270 
- Ferry Pasté, maresciallo di Francia nel 1240
- Jean Guillaume de Beaumont († 1257), nel 1250
- Henri de Cousances († 1268), nel 1255
- Gauthier III de Nemours († 1270), nel 1257
- Henri II Clément († 1265), nel 1262
- Héric de Beaujeu († 1270), nel 1265
- Renaud de Précigny († 1270), maresciallo di Francia nel 1265
- Raoul II Sores, soprannominato d'Estrée († 1282), nel 1270
- Lancelot de Saint-Maard († 1278), nel 1270

 Nominati da Filippo III l'Ardito, dal 1270 al 1285 
- Ferry de Verneuil († 1283), nel 1272
- Guillaume V du Bec Crespin († 1283), nel 1283
- Jean II d'Harcourt († 1302), nel 1283
- Raoul V Le Flamenc († 1287), nel 1285

 Nominati da Filippo IV il Bello, dal 1285 al 1314 
- Jean de Varennes († 1292), nel 1288
- Simon de Melun († 1302), nel 1290
- Guy I de Clermont († 1302), nel 1292
- Foucaud du Merle († 1314), nel 1302
- Miles de Noyers († 1350), nel 1302
- Jean de Corbeil († 1318), nel 1308

 Nominati da Luigi X, dal 1314 al 1316 
- Jean IV de Beaumont, detto il Déramé († 1318), nel 1315

 Nominati da Filippo V il Lungo, dal 1316 al 1322 
- Mathieu de Trie († 1344), nel 1318
- Jean II des Barres († 1324), nel 1318
- Bernard de Moreuil († 1350), nel 1322

 Nominati da Carlo IV, dal 1322 al 1328 
- Robert Bertrand de Briquebec († 1348), nel 1325

### Valois
Nominati da Filippo VI di Valois, dal 1328 al 1350 
- Anseau de Joinville, (1265-1343), nel 1339
- Charles de Montmorency (1325-1381), nel 1344
- Robert de Waurin († 1360), nel 1344
- Guy II de Nesle († 1352), nel 1345
- Édouard de Beaujeu (1316-1351), nel 1347

 Nominati da Giovanni II il Buono, dal 1350 al 1364 
- Arnoul d'Audrehem († 1370), nel 1351
- Rogues de Hangest († 1352), nel 1352
- Jean de Clermont († 1356), nel 1352
- Jean I Le Meingre detto Boucicaut, soprannominato l'Ardito (1310-1367), nel 1356

 Nominati da Carlo V il Saggio, dal 1364 al 1380 
- Jean IV de Mauquenchy († 1391), nel 1368
- Louis de Sancerre (1342-1402), nel 1369

 Nominati da Carlo VI, dal 1380 al 1422 
- Jean II Le Meingre detto Boucicaut (1364-1421), nel 1391
- Jean II de Rieux (1342-1417), nel 1397
- Pierre de Rieux (1389-1439), nel 1417
- Claude de Chastellux (1385-1453), nel 1418
- Jean de Villiers de L'Isle-Adam (1384-1437), nel 1418
- Jacques de Montberon († 1422), nel 1418
- Gilbert Motier de La Fayette (1396-1464), nel 1421
- Antoine de Vergy († 1439), nel 1422
- Jean de La Baume († 1435), nel 1422

 Nominati da Carlo VII, dal 1422 al 1461 
- Amaury de Sévérac († 1427), nel 1424
- Jean de Brosse (1375-1433), nel 1426
- Gilles de Rais, detto maréchal de Rais (1404-1440), nel 1429
- André de Lohéac (1408-1486), nel 1439
- Philippe de Culant († 1454), nel 1441
- Jean Poton de Xaintrailles 1390-1461), nel 1454

 Nominati da Luigi XI, dal 1461 al 1483 
- Joachim Rouhault de Gamaches († 1478), nel 1461
- Jean de Lescun, detto «le Bâtard d'Armagnac» († 1473),nel 1461
- Wolfart VI Van Borselleen († 1487), nel 1464
- Pierre de Rohan de Gié (1450-1514), nel 1476

 Nominati da Carlo VIII, dal 1483 al 1498 
- Philippe de Crèvecœur d'Esquerdes, (1418-1494), nel 1486
- Jean de Baudricourt († 1499), nel 1486

### I Valois Orléans
Nominati da Luigi XII, dal 1498 al 1515 
- Gian Giacomo Trivulzio (1448-1518), nel 1499
- Carlo II d'Amboise, nel 1506
- Odet de Foix (1485-1528), nel 1511
- Robert Stuart d'Aubigny (1470-1544), nel 1514

### I Valois Angoulême
Nominati da Francesco I, fra 1515 e 1544 
- Jacques de La Palice († 1525), nel 1515
- Gaspard I de Coligny (1465 - 1522), nel 1516
- Thomas de Foix-Lescun († 1525), nel 1518
- Anne de Montmorency (1492-1567), nel 1522, divenne poi connestabile
- Teodoro Trivulzio, (1458-1531), nel 1526
- Robert III de La Marck de Bouillon (1491-1537), nel 1526
- Claude d'Annebaut (1500-1552), nel 1538
- René de Montjean, nel 1538
- Oudard du Biez († 1553), nel 1542
- Antoine de Lettes-Desprez de Montpezat, nel 1544
- Jean Caraccioli (1480-1550), nel 1544

 Nominati da Enrico II, dal 1547 al 1559 
- Jacques d'Albon de Saint-André († 1562), nel 1547
- Roberto IV de La Marck (1520-1556), nel 1547
- Carlo I di Cossé-Brissac (1505-1563), nel 1550
- Piero Strozzi, (1500-1558), nel 1554
- Paul de La Barthe de Thermes (1482-1558), nel 1558

 Nominati da Francesco II nel 1559 
- François de Montmorency (1520-1563), nel 1559

 Nominati da Carlo IX, dal 1560 al 1574 
- François de Scépeaux (1509-1571), nel 1562
- Imbert de La Plâtrière (1524-1567), nel 1564
- Enrico I di Montmorency (1534-1614), nel 1566
- Artus de Cossé-Brissac († 1582), nel 1567
- Gaspard de Saulx (1509-1575), nel 1570
- Onorato II di Savoia-Villars (1511 – 1580), nel 1571
- Albert de Gondi (1522-1602), nel 1573

 Nominati da Enrico III, dal 1574 al 1589 
- Roger I de Saint Larry († 1579), nel 1574
- Blaise de Montesquieu de Montluc (1500-1577), nel 1574
- Louis Prévost de Sansac (1496-1576), in realtà mai nominato, ma considerato, alla morte, come tale[7]
- Armand de Gontaut-Biron (1524-1592), nel 1577
- Jacques de Goyon (1525-1597), nel 1579
- Jean VI d'Aumont († 1580), nel 1571
- Guillaume de Joyeuse (1520-1592), nel 1582

### Borbone
Nominati da Enrico IV fra 1592 e 1602 
- Enrico de La Tour d'Auvergne (1555-1523), nel 1592
- Charles II di Cossé (1562-1621), nel 1594
- Charles di Gontaut (1562-1602), nel 1594
- Claude de La Chatre de La Maisonfort (1536-1614), nel 1594
- Jean de Montluc de Balagny, (1560-1603), nel 1594
- Jean III de Baumanoir (1551-1614), nel 1595
- Enrico di Joyeuse (1567-1608), nel 1595
- Urbain de Montmorency-Laval (1557-1629), nel 1595
- Alphonse d'Ornano, (1548-1610), nel 1597
- Guillaume de Hautemer de Grancey (1537-1613), nel 1597
- François de Bonne de Lesdiguières (1543-1626), nel 1608

 Nominati da Luigi XIII, dal 1613 al 1643 
- Concino Concini († 1617), nel 1613
- Gilles de Courtanvaux de Souvré (1540-1626), nel 1613
- Antoine de Roquelaure (1560-1625), nel 1614
- Louis de La Châtre de Maisonfort († 1630), nel 1616
- Pons de Lauzières-Thémines-Cardaillac (1553-1627), nel 1616
- François de La Grange d'Arquien (1554-1617), nel 1616
- Nicolas de L'Hôpital (1581-1644), nel 1617
- Charles de Choiseul-Praslin (1563-1626), nel 1619
- Jean François de La Guiche (1569-1632), nel 1619
- Honoré d'Albert d'Ailly (1581-1649), nel 1620
- François d'Esparbes de Lussan d'Aubeterre (1628), nel 1620
- Charles de Créquy de Lesdiguières (1580-1638), nel 1621
- Jacques Nompar de Caumont-La Force (1551-1652), nel 1621
- François de Bassompierre (1579-1646), nel 1622
- Gaspard III de Coligny (1584-1646), nel 1622
- Enrico di Schomberg (1574-1632), nel 1625
- Jean Baptiste d'Ornano (1581-1626), nel 1626
- François Annibal d'Estrées (1573-1670), nel 1626
- Timoléon d'Epinay de Saint-Luc (1580-1644), nel 1627
- Louis de Marillac (1572-1632), nel 1629
- Enrico II di Montmorency, anche ammiraglio di Francia (1595-1632), nel 1630
- Jean Caylar d'Anduze de Saint-Bonnet (1585-1636), nel 1630
- Antoine Coiffier de Ruzé (1581-1632), nel 1631
- Urbain de Maillé-Brézé (1597-1650), nel 1632
- Massimiliano di Béthune (1560 – 1641), nel 1634
- Charles de Schomberg (1601-1656), nel 1637
- Charles de La Porte (1602-1664), nel 1639
- Antoine III de Gramont (1604-1678), nel 1641
- Jean-Baptiste Budes de Guébriant (1602-1643), nel 1642
- Philippe de La Mothe-Houdancourt (1605-1657), nel 1642
- François de L'Hopital de Rosnay (1583-1660), nel 1643
- Henri de La Tour d'Auvergne, visconte di Turenne, nel 1643
- Jean de Gassion (1609-1647), nel 1643

 Nominati da Luigi XIV, fra 1643 e 1715 
- César de Choiseul (1598-1675), nel 1645
- Josias Rantzau (1609-1650), nel 1645
- Nicolas de Neufville de Villeroy (1597-1685), nel 1646
- Gaspard IV de Coligny (1620 - 1649), nel 1649 sul letto di morte
- Antoine d'Aumont de Rochebaron (1601-1669), nel 1651
- Jacques d'Estampes de La Ferté-Imbert (1590-1663), nel 1651
- Henri de La Ferté-Senneterre (1600-1681), nel 1651
- Charles de Monchy d'Hocquincourt (1599-1658), nel 1651
- Jacques Rouxel de Grancey (1603-1680), nel 1651
- Armand Nompar de Caumont-La Force (1582-1672), nel 1652
- Philippe de Clérambault de La Palluau (1606-1665), nel 1652
- César Phœbus d'Albret de Miossens (1614-1676), nel 1653
- Louis de Foucault de Saint-Germain Beaupré (1616-1659), nel 1653
- Jean de Schulemberg de Montejeu (1597-1671), nel 1658
- Abraham de Fabert d'Esternay (1599-1662), nel 1658
- Jacques de Mauvisière de Castelnau (1620-1658), nel 1658
- Bernardin Gigault de Bellefonds (1630-1694), nel 1668
- François de Créquy (1620-1687), nel 1668
- Louis de Crevant (1628-1694), nel 1668
- Godefroy d'Estrades (1607-1686), nel 1675
- Philippe de Montaut-Bénac de Navailles (1619-1684), nel 1675
- Friedrich von Schomberg (1615-1690), nel 1675
- Jacques Henri de Durfort de Duras (1626-1704), nel 1675
- François d'Aubusson de La Feuillade (1625-1691), nel 1675
- Louis Victor de Rochechouart de Mortemart (1636-1688), nel 1675
- Francesco Enrico di Montmorency-Luxembourg (1628-1695), nel 1675
- Henri Louis d'Aloigny de Rochefort (1636-1676), nel 1675
- Guy Aldonce de Durfort de Lorges (1630-1702), nel 1676
- Jean II d'Estrées (1624-1707), nel 1681
- Claude de Choiseul de Francières (1632-1711), nel 1693
- Jean-Armand de Joyeuse-Grandpré (1632-1710), nel 1693
- François de Neufville de Villeroy (1664-1730), nel 1693
- Louis François de Boufflers (1664-1711), nel 1693
- Anne Hilarion de Costentin de Tourville (1642-1701), nel 1693
- Anne Jules di Noailles (1650-1708), nel 1693
- Nicolas de Catinat de La Fauconnerie (1637-1712), nel 1693
- Claude Louis Hector de Villars (1653-1734), nel 1702, maresciallo generale nel 1733
- Noël Bouton de Chamilly (1636-1715), nel 1703
- Victor-Marie d'Estrées (1660-1737), nel 1703
- François-Louis Rousselet de Château-Renault (1637-1716), nel 1703
- Sébastien Le Prestre de Vauban (1633-1707), nel 1703
- Conrad de Rosen (1628-1715), nel 1703
- Nicolas Chalon du Blé d'Uxelless (1652-1730), nel 1703
- René de Froulay de Tessé (1651-1725), nel 1703
- Camille d'Hostun (1652-1728), nel 1703
- Nicolas Auguste de La Baume de Montrevel (1636-1716), nel 1703
- Henry d'Harcourt (1654-1718), nel 1703
- Ferdinand de Marsin (1656-1706), nel 1703
- James FitzJames, I duca di Berwick (1670-1734), nel 1706
- Charles-Auguste de Goyon-Matignon (1647-1729), nel 1708
- Jacques de Bazin de Bezons (1645-1733), nel 1709
- Pierre de Montesquiou d'Artagnan (1645-1725), nel 1709

 Nominati da Luigi XV dal 1715 al 1774 
- Victor Maurice de Broglie (1646-1727), nel 1724
- Antoine Gaston de Roquelaure (1656-1738), nel 1724
- Jacques Eléonor Rouxel de Grancey (1655-1725), nel 1724
- Éléonor Marie du Maine du Bourg (1655-1739), nel 1724
- Yves d'Alègre (1653-1733), nel 1724
- Louis d'Aubusson de la Feuillade (1673-1725), nel 1724
- Antoine V de Gramont (1671-1725), nel 1724
- Alain Emmanuel de Coëtlogon (1646-1730), nel 1730
- Charles Armand de Gontaut-Biron (1663-1756), nel 1734
- Jacques François de Chastene di Puységur (1665-1743), nel 1734
- Claude François Bidal d'Asfeld (1665-1743), nel 1734
- Adrien Maurice de Noailles (1678-1766), nel 1734
- Christian Louis de Montmorency-Luxembourg (1713-1787), nel 1734
- François Marie II de Broglie (1671-1745), nel 1734
- François de Franquetot de Coigny (1670-1759), nel 1734
- Charles Eugène de Lévis-Charlus (1669-1734), nel 1734
- Louis de Brancas de Forcalquier de Céreste (1671-1750), nel 1740
- Louis Auguste d'Albert d'Aillys (1676-1744), nel 1741
- Louis Armand de Brinchanteau de Nangis (1682-1742), nel 1741
- Louis de Gand de Mérode de Montmorency (1678-1762), nel 1741
- Jean-Baptiste de Durfort de Duras (1684-1778), nel 1741
- Jean-Baptiste Desmarets (1682-1762), nel 1741
- Charles Louis Auguste Fouquet de Belle-Isle, detto le maréchal de Belle-Isle (1684-1761), nel 1741
- Maurizio di Sassonia, detto il maresciallo de Saxe (1696-1750), maresciallo di Francia nel 1741, maresciallo generale nel 1747
- Jean-Baptiste Louis Andrault de Maulévrier (1677-1754), nel 1745
- Claude Guillaume Testu de Balincourt (1680-1770), nel 1746
- Philippe Charles de La Fare (1687-1752), nel 1746
- François d'Harcourt (1689-1750), nel 1746
- Guy Claude Roland de Montmorency-Laval (1677-1751), nel 1747
- Gaspard de Clermont-Tonnerre 1688-1781, nel 1747
- Louis Claude de La Mothe-Houdancourt (1687-1755), nel 1747
- Ulrich Frédéric Waldémar de Lowendal (1700-1755), nel 1747
- Louis François Armand de Vignerot du Plessis de Richelieu (1696-1788), nel 1748
- Jean Hector de Fay de La Tour-Maubourg (1684-1764), nel 1757
- Louis Antoine de Gontaut-Biron (1701-1788), nel 1757
- Daniel François de Gélas de Lautrec (1686-1762), nel 1757
- Charles François Frédéric de Montmorency-Luxembourg (1702-1764), nel 1757
- Louis Charles César Le Tellier (1695-1771), nel 1757
- Jean Charles de la Ferté, (1685-1770), nel 1757
- Charles O'Brien de Thomond, (1699-?), nel 1757
- Gaston Pierre de Lévis-Mirepoix (1699-1758), nel 1757
- Ladislas Ignace de Bercheny, (1689-1778), nel 1758
- Hubert de Brienne (1690-1777), nel 1758
- Louis Georges Érasme de Contades, (1704-1795), nel 1758
- Carlo di Rohan-Soubise (1715-1787), nel 1758
- Victor-François de Broglie (1718 -1804), nel 1759
- Guy Michel de Durfort de Lorge (1704-1773), nel 1768
- Louis de Brienne de Conflans d'Armentières (1711-1774), nel 1768
- Jean Paul Timoléon de Cossé Brissac (1698-1780), nel 1768

 Nominati da Luigi XVI, dal 1774 al 1792 
- Anne Pierre d'Harcourt (1701-1783), nel 1775
- Louis de Noailles (1713-1793), nel 1775
- Antoine Chrétien de Nicolaï (1712-1787), nel 1775
- Charles de Fitz-James (1712-1787), nel 1775
- Philippe de Noailles (1715-1794), nel 1775
- Emmanuel Félicité de Durfort de Duras (1715-1789), nel 1775
- Louis Nicolas du Muy (1702-1775), nel 1775
- Claude-Louis de Saint-Germain (1707-1778), nel 1775
- Guy André Pierre de Montmorency-Laval (1723-1798), nel 1783
- Augustin-Joseph de Mailly (1708-1794), nel 1783
- Joseph-Henri Bouchard d'Esparbez de Lussan (1714-1788), nel 1783
- Charles Juste de Beauvau-Craon (1720-1793), nel 1783
- Noël Jourda (1705-1788), nel 1783
- Philippe Henri de Ségur (1724-1801), nel 1783
- Jacques-Philippe de Choiseul (1727-1789), nel 1783
- Charles Eugène Gabriel de la Croix (1727-1801), nel 1783
- Emmanuel de Croÿ-Solre (1718-1787), nel 1783
- François-Gaston de Lévis (1719-1787), nel 1783
- Nicolas Luckner, (1722-1794), nel 1791
- Jean-Baptiste Donatien de Vimeur de Rochambeau (1725-1807), nel 1791

### Primo Impero
26 Marescialli nominati da Napoleone
 1804 
- Pierre François Charles Augereau (1757-1816), duca di Castiglione - depennato nel 1815
- Jean-Baptiste Jules Bernadotte (1763-1844), principe di Pontecorvo, re di Svezia- fino al 1810
- Louis Alexandre Berthier (1753-1815), principe e duca di Neuchâtel, principe di Wagram
- Jean Baptiste Bessières (1768-1813), duca d'Istria
- Guillaume Marie-Anne Brune (1763-1815)
- Louis Nicolas Davout (1770-1823), duca d'Auerstädt e principe d'Eckmühl
- Jean-Baptiste Jourdan (1762-1833)
- Jean Lannes (1769-1809), duca di Montebello
- Andrea Massena (1756-1817), duca di Rivoli, principe di Essling
- Bon Adrien Jeannot de Moncey (1754-1842), duca di Conegliano
- Édouard Adolphe Casimir Joseph Mortier (1768-1835), duca di Treviso
- Gioacchino Murat (1767-1815), Berg e Clèves, re di Napoli e delle Due Sicilie
- Michel Ney (1769-1815), duca di Elchingen, principe della Moscova
- Nicolas Jean-de-Dieu Soult (1769-1851), duca di Dalmazia
- Catherine-Dominique de Pérignon (1754-1818). Maresciallo onorario, marchese di Grenade- depennato nel 1815
- François Joseph Lefebvre (1755-1820). Maresciallo Onorario, duca di Danzica
- François Étienne Christophe Kellermann (1735-1820). Maresciallo onorario, duca di Valmy
- Jean Mathieu Philibert Sérurier (1742-1819). Maresciallo onorario, conte dell'Impero

 1807 
- Claude-Victor Perrin (1764-1841), duca di Belluno

 1809 
- Étienne Jacques Joseph Alexandre Macdonald (1765-1840), duca di Taranto
- Nicolas Charles Oudinot (1767-1847), duca di Reggio
- August Frédéric Louis Viesse de Marmont (1774-1852), duca di Ragusa

 1811 
- Louis Gabriel Suchet (1770-1826), duca d'Albufera

 1812 
- Laurent de Gouvion-Saint-Cyr (1764-1830), conte dell'Impero

 1813 
- Józef Antoni Poniatowski (1762-1813), principe del Sacro Romano Impero

 1815 
- Emmanuel de Grouchy (1766-1847), conte dell'Impero

I nomi di 19 marescialli sono stati dati a una serie di boulevards che circondano Parigi (Boulevards des Maréchaux, "viali dei marescialli"). Altri 3 sono stati onorati con una via in un'altra parte della città. Questo riconoscimento dunque non è spettato a 4 dei 26: Bernadotte e Marmont, considerati traditori; Pérignon, eliminato dall'elenco dei marescialli nel 1815 da Napoleone stesso; Grouchy, ritenuto responsabile della sconfitta di Waterloo.

### Restaurazione (1815-1830)
Nominati da Luigi XVIII, fra 1816 e 1823
- 1816: François-Henri de Franquetot de Coigny (1737-1821)
- 1816: Henri-Jacques-Guillaume Clarke (1765-1818)
- 1816: Pierre Riel de Beurnonville (1752-1821)
- 1816: Charles du Houx de Vioménil (1734-1827)
- 1823: Jacques Alexandre Law de Lauriston (1768-1828)
- 1823: Gabriel Jean Joseph Molitor (1770-1849)
- 1823: Georges Cadoudal (1771-1804) (a titolo postumo)

Nominati da Carlo X, fra 1827 e 1830
- 1827: Luigi Aloisio di Hohenlohe-Waldenburg-Bartenstein, (1765-1829)
- 1829: Nicolas Joseph Maison (1771-1840)
- 1830: Louis Auguste Victor de Ghaisne de Bourmont (1773-1846)

### Monarchia di luglio
10 marescialli sotto Luigi Filippo di Francia, dal 1830 al 1848
- Étienne Maurice Gérard (1773-1852), maresciallo di Francia nel 1830
- Bertrand Clauzel (1772-1842), nel 1831
- Emmanuel de Grouchy (1766-1847), nel 1831
- Georges Mouton (1770-1838), nel 1831
- Sylvain Charles Valée (1773-1846), nel 1837
- Horace Sébastiani (1772-1851), nel 1840
- Jean-Baptiste Drouet d'Erlon (1765-1844), nel 1843
- Thomas Robert Bugeaud (1784-1849), nel 1843
- Honoré Charles Reille (1775-1860), nel 1847
- Guillaume Dode de la Brunerie (1775-1851), nel 1847

### Seconda repubblica
7 marescialli sotto Luigi Napoleone Bonaparte, presidente della Repubblica dal 1848 al 1852
- Girolamo Bonaparte, già re di Vestfalia (1784-1860), maresciallo di Francia nel 1850
- Isidore Exelmans (1775-1852), nel 1851
- Jean Isidore Harispe (1768-1855), nel 1851
- Jean Baptiste Philibert Vaillant 1790-1872), nel 1851
- Armand Jacques Leroy de Saint-Arnaud (1798-1854), nel 1852
- Bernard Pierre Magnan (1791-1865), nel 1852
- Boniface de Castellane (1788-1862), nel 1852

### Secondo impero
12 marescialli sotto Napoleone III, dal 1852 al 1870
- Achille Baraguey d'Hilliers (1795-1878), nel 1854
- Aimable Pélissier (1794-1864), nel 1855
- Jacques Louis Randon (1795-1871), nel 1856
- François Certain de Canrobert (1809-1895), nel 1856
- Pierre Joseph François Bosquet (1810-1861), nel 1856
- Patrice de Mac-Mahon (1809-1893), nel 1859
- Auguste Regnaud de Saint-Jean d'Angély (1794-1870), nel 1859
- Adolphe Niel (1802-1869), nel 1859
- Philippe Antoine d'Ornano (1784-1863), nel 1861
- Élie Frédéric Forey (1804-1872), nel 1863
- François Achille Bazaine (1811-1888), nel 1864
- Edmond Le Bœuf (1809-1888), nel 1870

### Terza repubblica
Nominati da Raymond Poincaré, dal 1913 al 1920
- Joseph Joffre (1852-1931), il 26 dicembre 1916[8]
- Ferdinand Foch (1851-1929), il 6 agosto 1918[9]
- Philippe Pétain (1856-1951), il 21 novembre 1918[10]

Nominati da Alexandre Millerand, dal 1920 al 1924
- Marie Émile Fayolle (1852-1928), il 19 febbraio 1921[11]
- Hubert Lyautey (1854-1934), il 19 febbraio 1921[12]
- Louis Franchet d'Espèrey (1856-1942), il 19 febbraio 1921[13]
- Joseph Simon Gallieni (1849-1916), il 7 maggio 1921 (postumo)[14]
- Michel Joseph Maunoury (1847-1923), il 31 marzo 1923 (postumo)[15]

### Quarta repubblica
Nominati da Vincent Auriol, dal 1947 al 1954
- Jean de Lattre de Tassigny (1889-1952), il 15 gennaio 1952 (postumo)[16]
- Alphonse Juin (1888-1967), il 7 maggio 1952[17]
- Philippe Leclerc de Hauteclocque (1902-1947), il 23 agosto 1952 (postumo)[18]

### Quinta repubblica
Nominati da François Mitterrand, dal 1981 al 1995
- Marie-Pierre Kœnig (1898-1970), il 6 giugno 1984 (postumo)[19]